# Gorton's of Gloucester

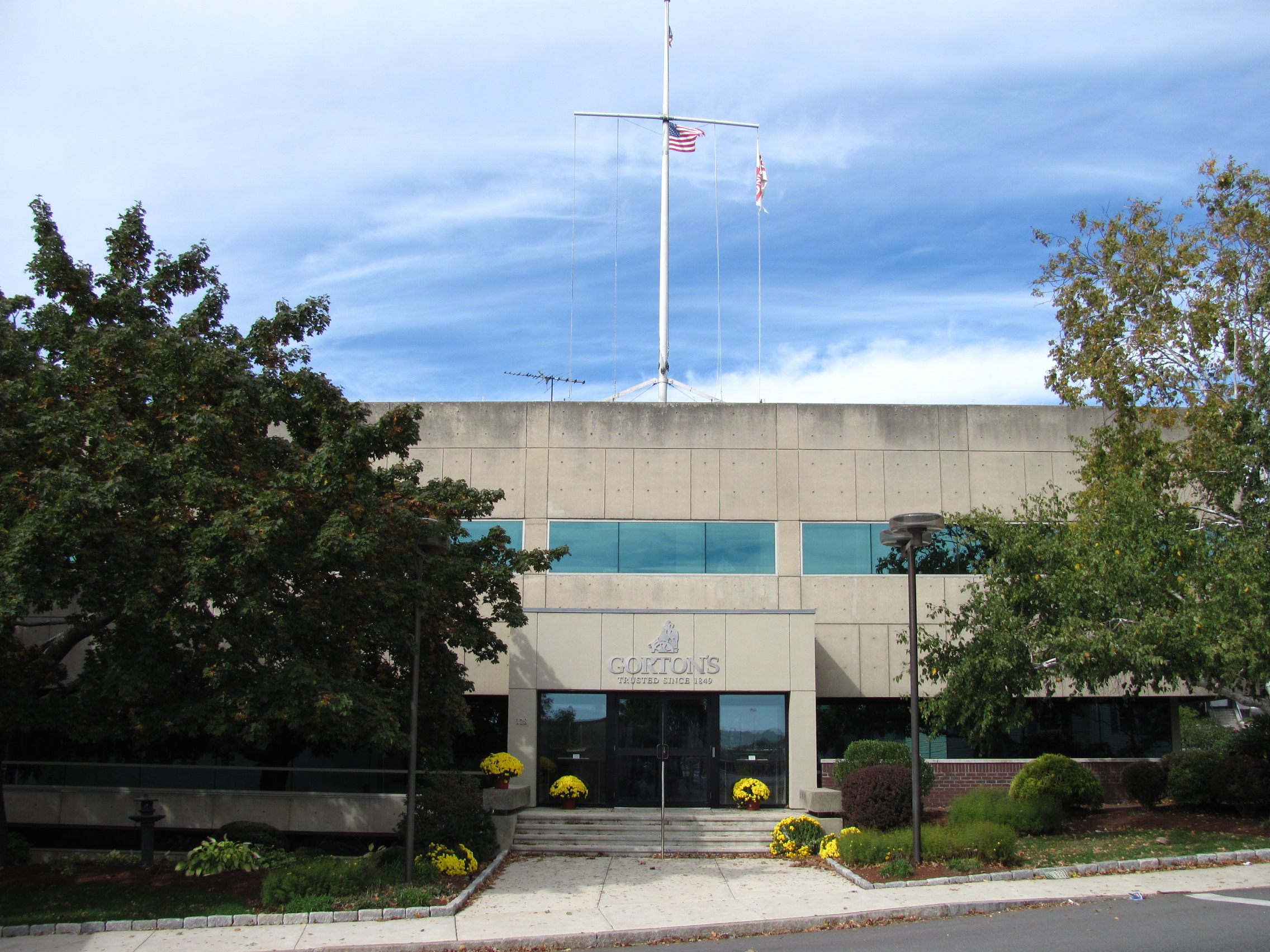
Le siège de la filiale au 128 Rogers Street à Gloucester (Massachusetts).

Gorton's of Gloucester est une entreprise dont l'origine remonte à la fondation de John Pew & Sons en 1849 à Gloucester (Massachusetts). C'est depuis 2001 une filiale de la société japonaise de fruits de mer Nippon Suisan Kaisha, produisant des bâtonnets de poisson pané surgelés et autres produits de la mer, pour le commerce de détail aux États-Unis.